# Baron Vernon
Baron Vernon, of Kinderton in the County of Chester, ist ein erblicher britischer Adelstitel in der Peerage of Great Britain.

## Verleihung

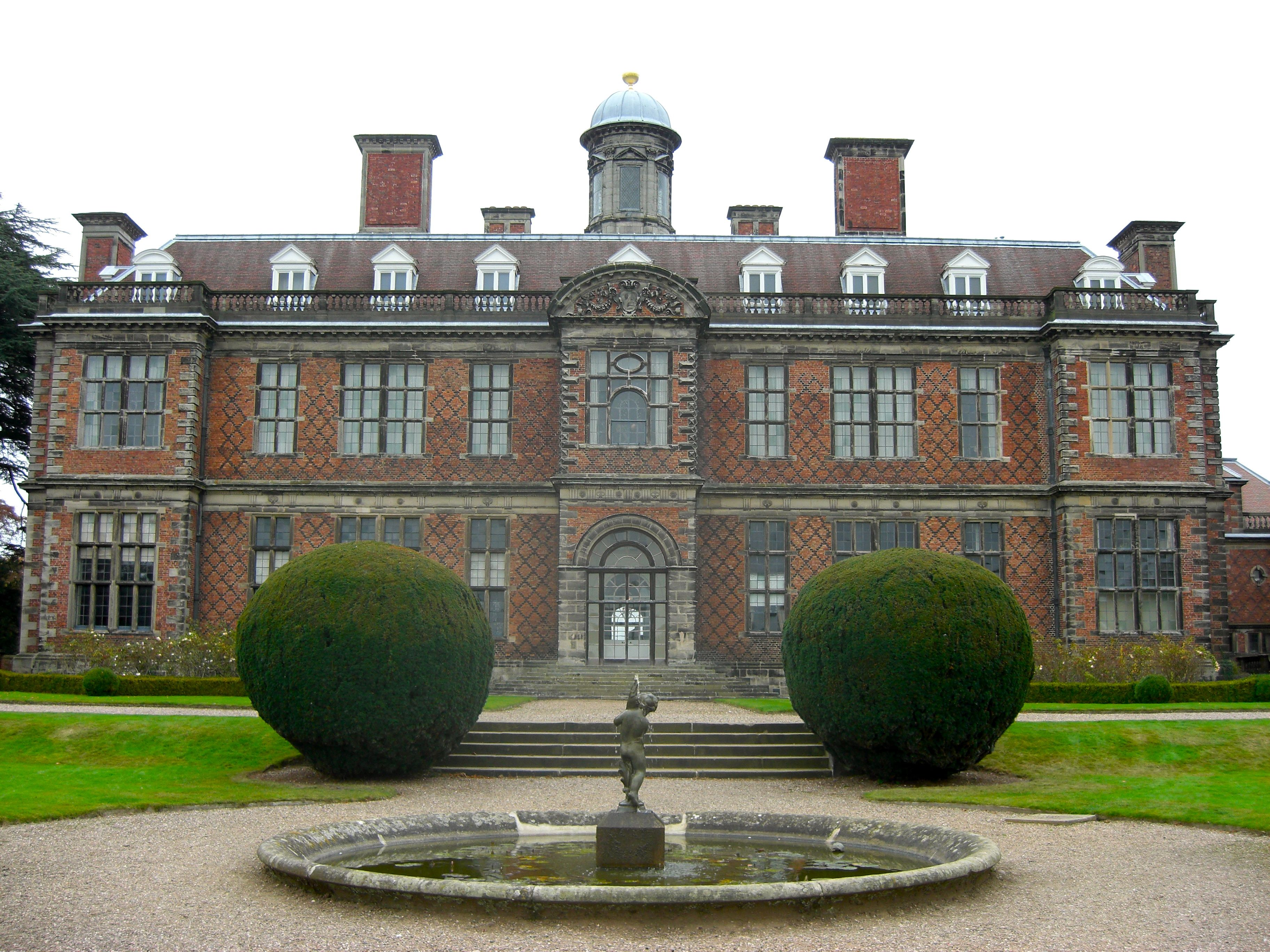
Sudbury Hall

Der Titel wurde am 12. Mai 1762 für den ehemaligen Unterhausabgeordneten George Venables-Vernon, geschaffen.
Heutiger Titelinhaber ist dessen Nachfahre Anthony Vernon-Harcourt als 11. Baron.
Der historische Familiensitz der Barone, Sudbury Hall bei Uttoxeter in Derbyshire, wurde 1967 an den National Trust veräußert.

## Liste der Barone Vernon (1762)
- George Venables-Vernon, 1. Baron Vernon (1707–1780)
- George Venables-Vernon, 2. Baron Vernon (1735–1813)
- Henry Venables-Vernon, 3. Baron Vernon (1747–1829)
- George Venables-Vernon, 4. Baron Vernon (1779–1835)
- George Venables-Vernon, 5. Baron Vernon (1803–1866)
- Augustus Venables-Vernon, 6. Baron Vernon (1829–1883)
- George Venables-Vernon, 7. Baron Vernon (1854–1898)
- George Venables-Vernon, 8. Baron Vernon (1888–1915)
- Francis Venables-Vernon, 9. Baron Vernon (1889–1963)
- John Venables-Vernon, 10. Baron Vernon (1923–2000)
- Anthony Vernon-Harcourt, 11. Baron Vernon (* 1939)

Voraussichtlicher Titelerbe (Heir apparent) ist der älteste Sohn des aktuellen Titelinhabers, Hon. Simon Vernon-Harcourt (* 1969).